# دانبرووا-میخاوکی
دانبرووا-میخاوکی (به لهستانی:  Dąbrowa-Michałki) یک روستا در لهستان است که در گمینا چژو واقع شده‌است.